# A Little Hero (Mack Sennett, 1913)
Pour l’article homonyme, voir A Little Hero.
A Little Hero est un film américain réalisé par Mack Sennett, sorti en 1913.
Le classique triangle mélodramatique « héro, méchant et victime » est transposé dans le monde animal.
Contrairement à certaines spéculations, le film n'a pas été réalisé par George Nichols et Harold Lloyd n'y apparaît pas.

## Synopsis
Profitant du départ de Mabel de la maison, son chat tente de manger son canari, mais heureusement son chien vient à son secours.

## Fiche technique
- Réalisation : Mack Sennett
- Production : Keystone Film Company[3]
- Référence catalogue : KV-86
- Durée : 4 minutes 33
- Date de sortie : 8 mai 1913

## Distribution
- Mabel Normand : la femme
- Teddy the Dog
- Pepper the Cat[4].